# Монкайо
Монкайо (исп. Moncayo) — горный массив в Испании.
Высшая точка — гора Сан-Мигель, её высота, по разным источникам, от 2314 до 2316 м. Это также высочайшая вершина всей Иберийской горной системы. Другие вершины — Серро-Сан-Хуан (2283 м) и Пенья-Лобера (2226 м).
Геологически массив сложен известняками, песчаниками и кварцитами. Географически горы Монкайо расположены в провинциях Сарагоса и Сория. Восточнее массива расположена долина Эбро, к западу — Месета.
В 1978 году на территории массива был создан природный парк Монкайо.